# Alleanza Lettone delle Regioni
L'Alleanza Lettone delle Regioni (in lettone: Latvijas Reģionu apvienība), anche nota in italiano come Associazione Lettone delle Regioni, è un partito politico lettone di orientamento centrista fondato nel 2014 da Mārtiņš Bondars.
Il partito è nato dall'alleanza di tre piccoli partiti locali: l'Alleanza delle Regioni (Reģionu alianse), il Partito di Vidzeme (Vidzemes partija) e Per il comune di Ogre (Ogres novadam).
Ha conquistato 8 seggi al Saeima in seguito alle elezioni parlamentari del 2014.

## Risultati elettorali
| Elezione          | Voti   | %    | Seggi   |
| ----------------- | ------ | ---- | ------- |
| Europee 2014      | 11.035 | 2,5  | 0 / 8   |
| Parlamentari 2014 | 60.812 | 6,6  | 8 / 100 |
| Parlamentari 2018 | 35.018 | 4,14 | 0 / 100 |
| Europee 2019      | 23.581 | 5,01 | 0 / 8   |